# Siódemka (karta)

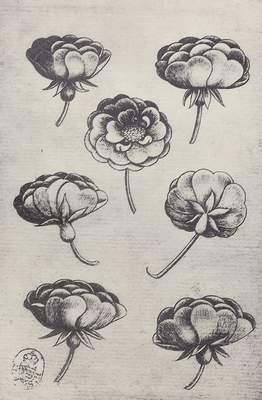
Siedem róż

Siódemka – karta do gry tradycyjnie przedstawiająca siedem symboli danego koloru karcianego. W tradycyjnej hierarchii ważności siódemka jest liczona jako 7. karta w talii, występującą po szóstce i przed ósemką. Pełna talia kart do gry zawiera cztery siódemki, po jednej w każdym kolorze (trefl, karo, kier i pik).
Siódemka występuje również w kartach polskich i szwajcarskich. W tych pierwszych jest oznaczana: w przypadku dzwonków i czerwieni jako dwa rzędy (po prawej i lewej stronie) symboli po 3 i jednego symbolu pośrodku, a w przypadku żołędzi i win jako część rośliny posiadającej trzy gałęzie po obu stronach i jeden owoc u góry pośrodku.

## Wygląd kart
Wzór międzynarodowy i inne wzory o kolorach francuskich

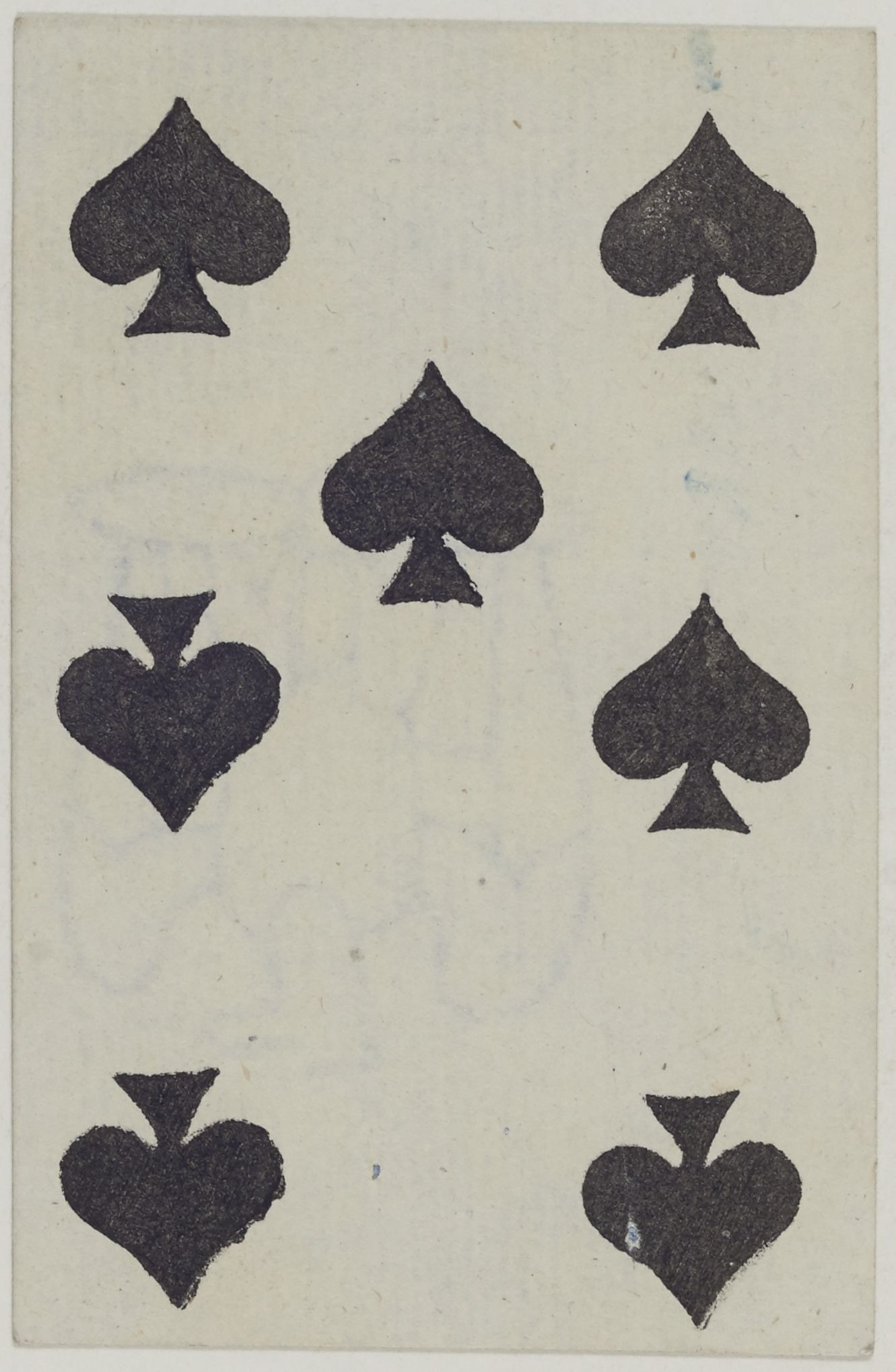
Siódemka pik
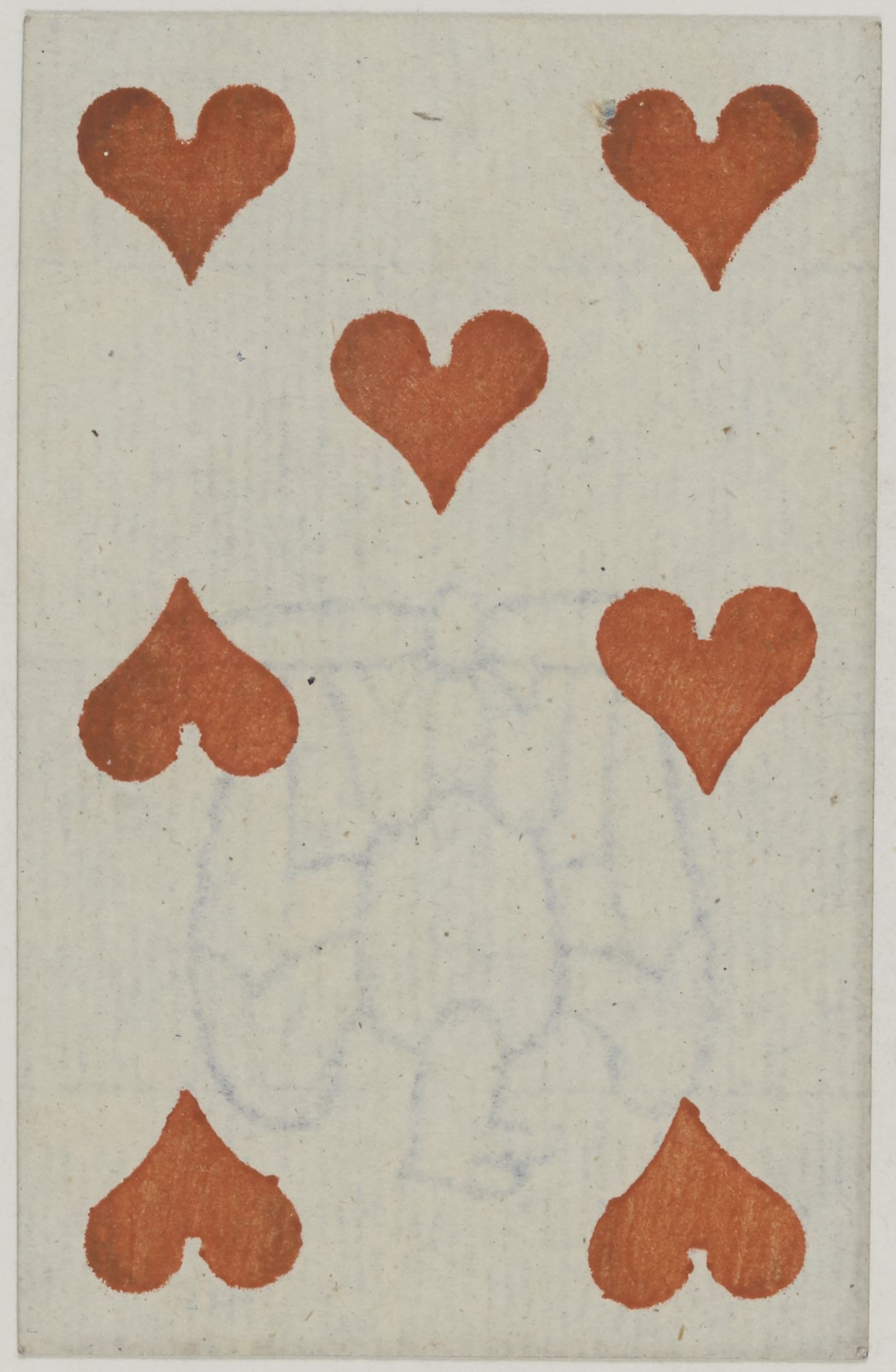
Siódemka kier
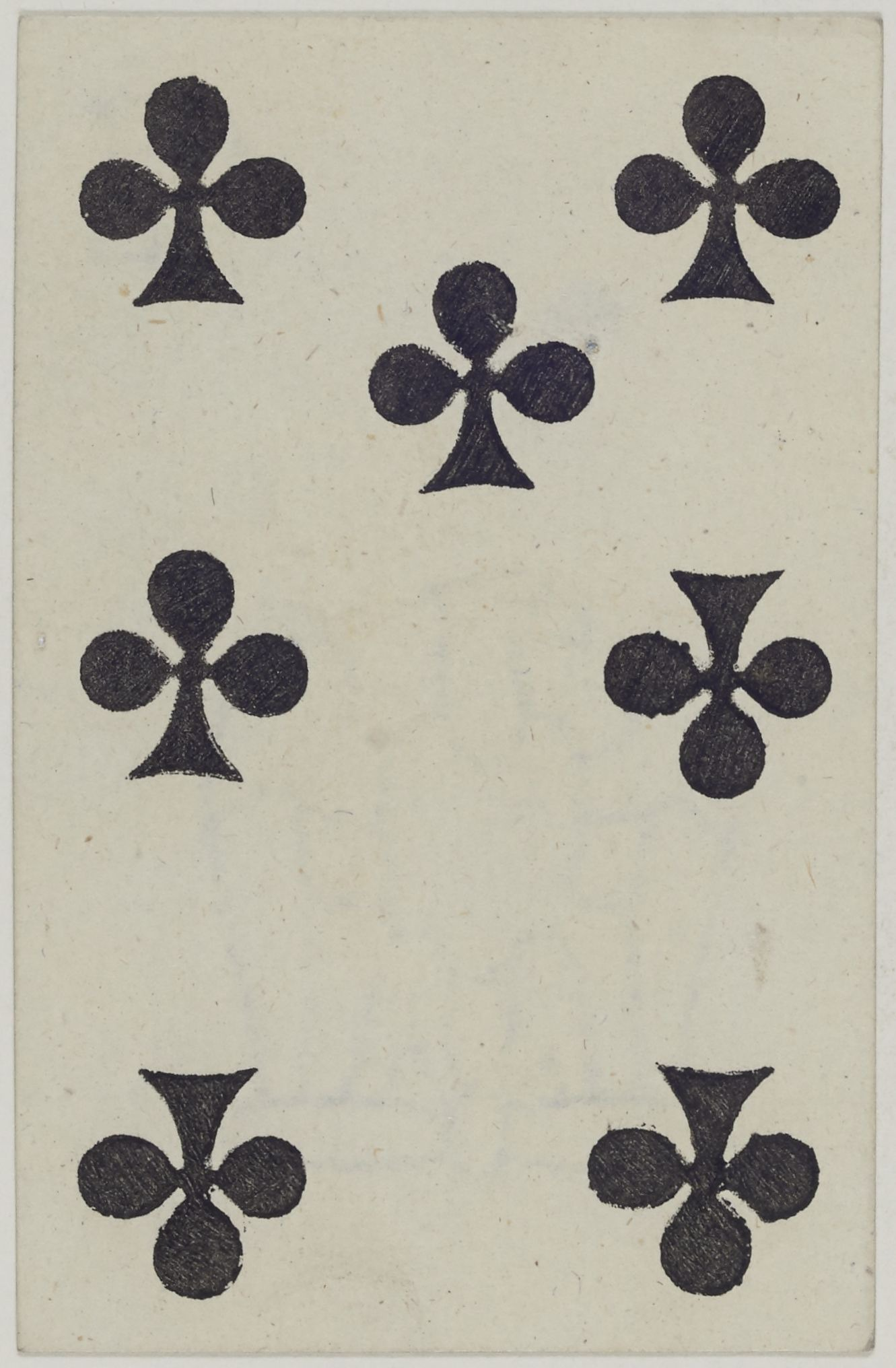
Siódemka trefl
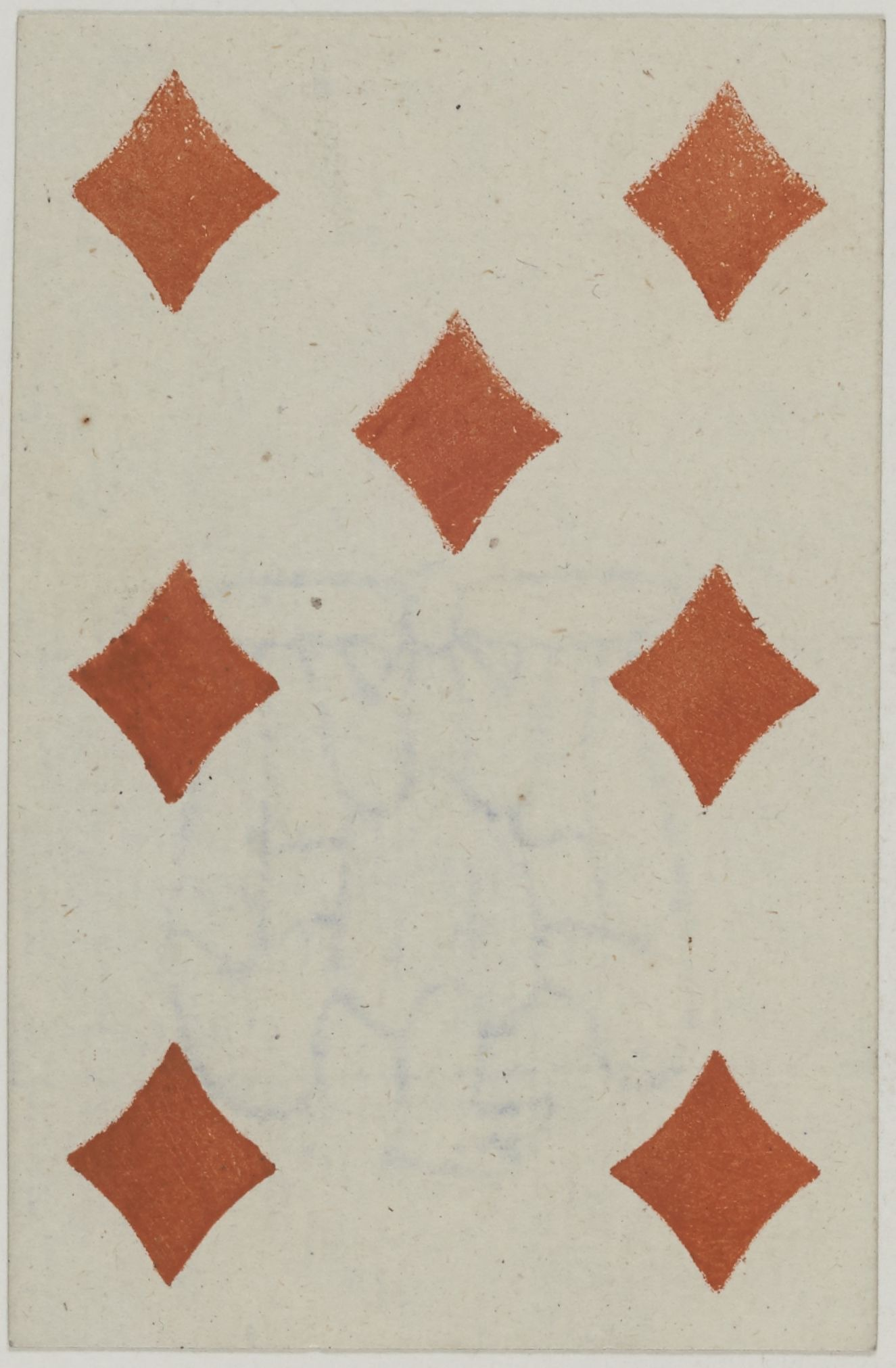
Siódemka karo

Talia Minchiate i inne wzory o kolorach północnowłoskich i portugalskich

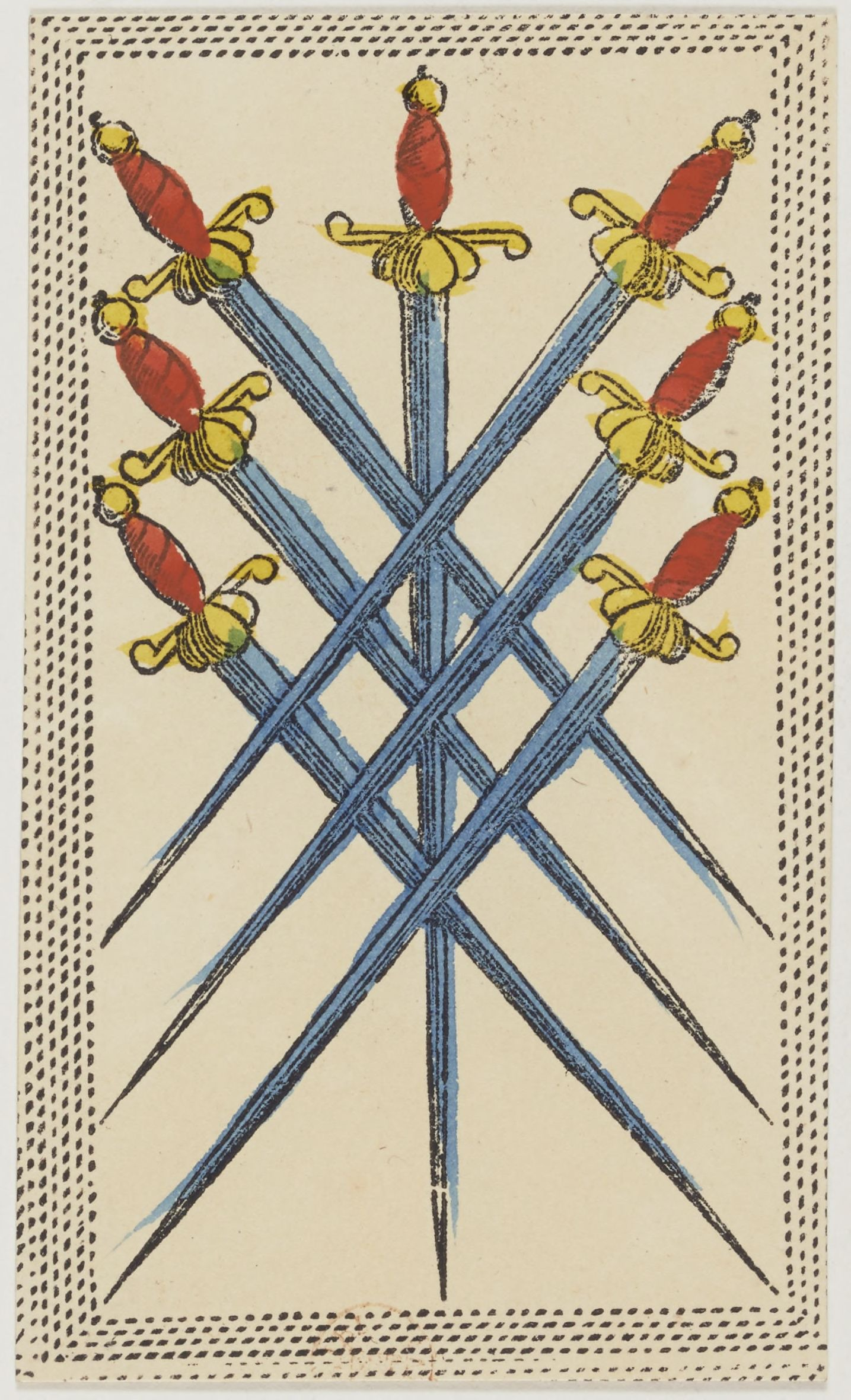
Siódemka mieczy
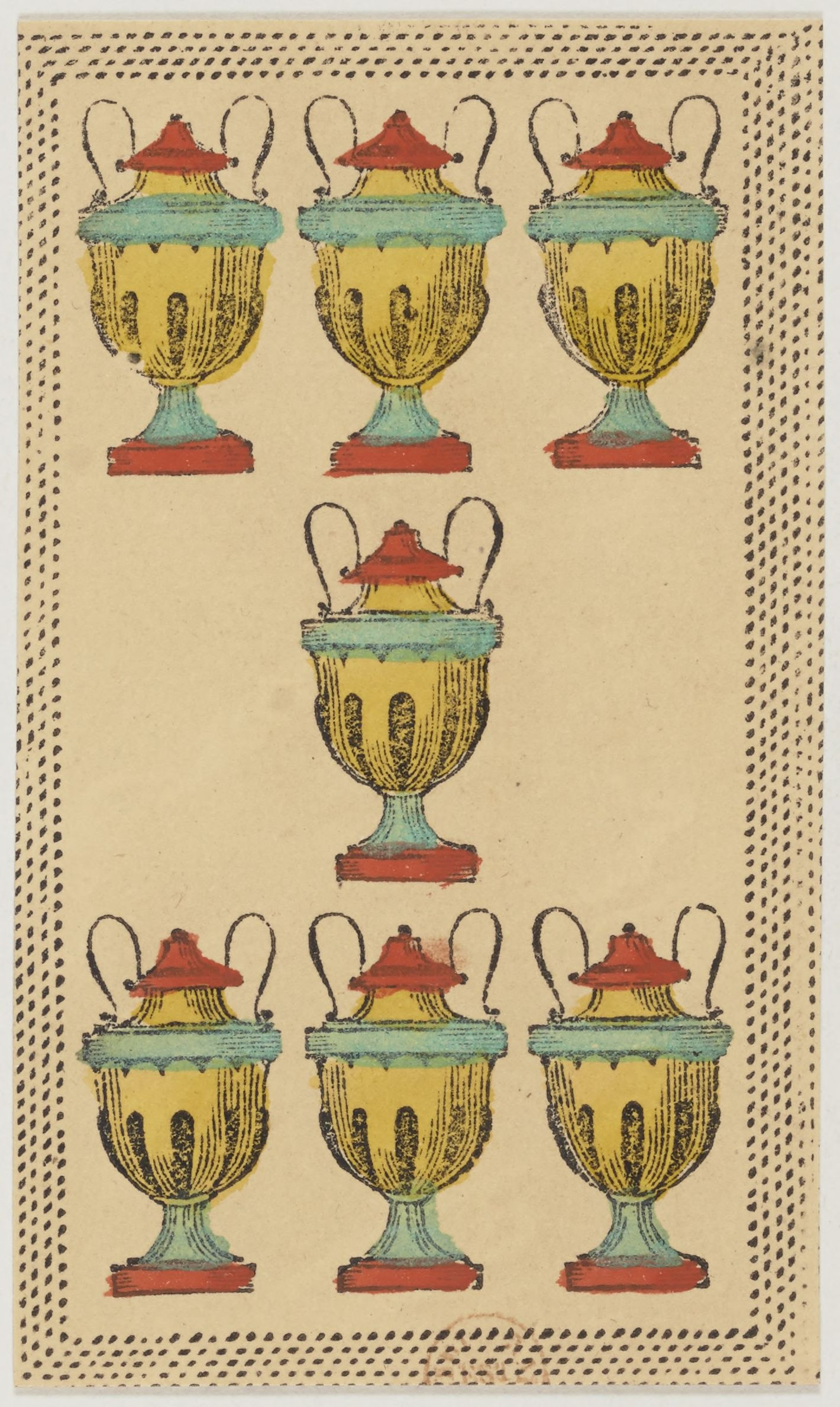
Siódemka puszek
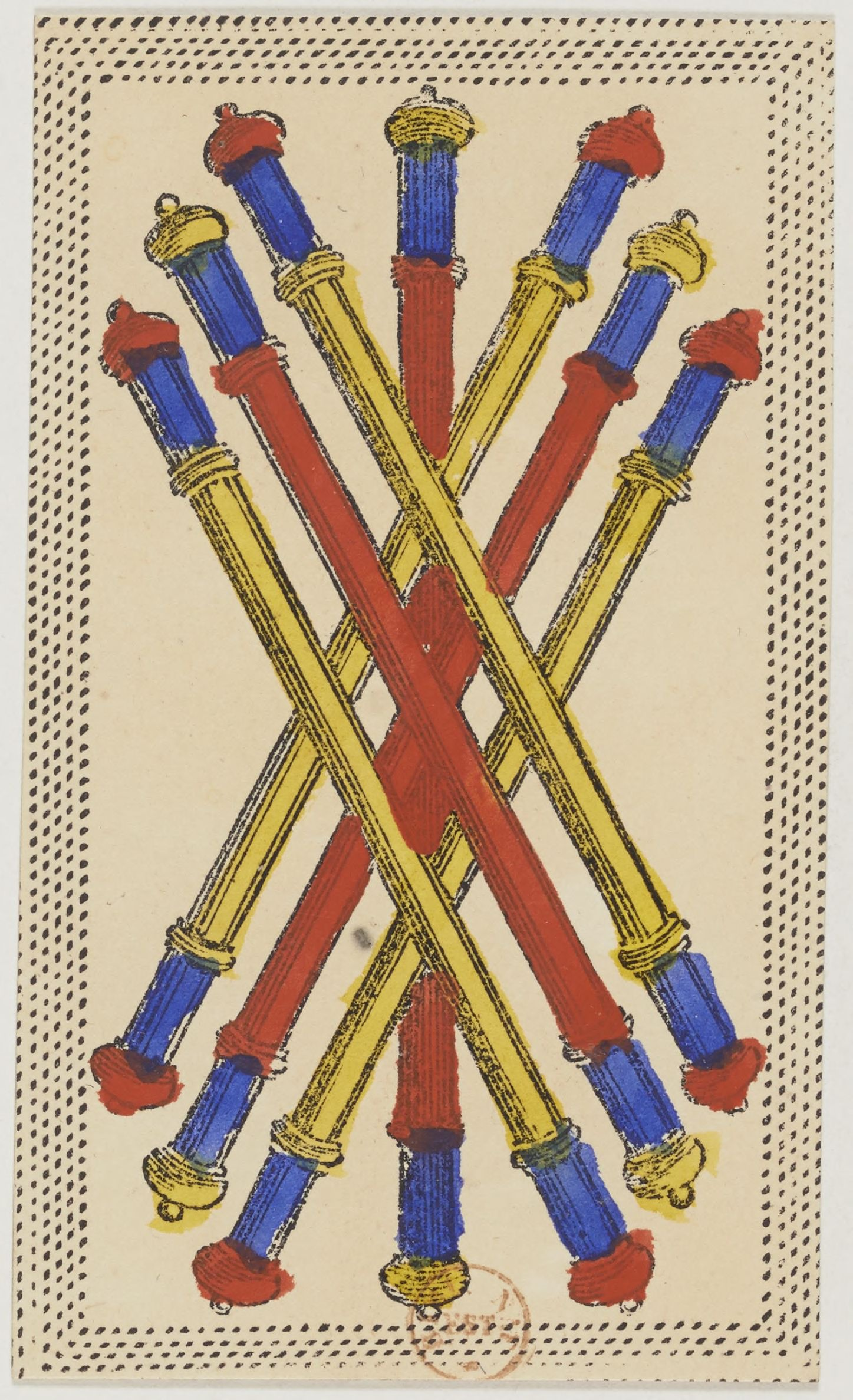
Siódemka pałek
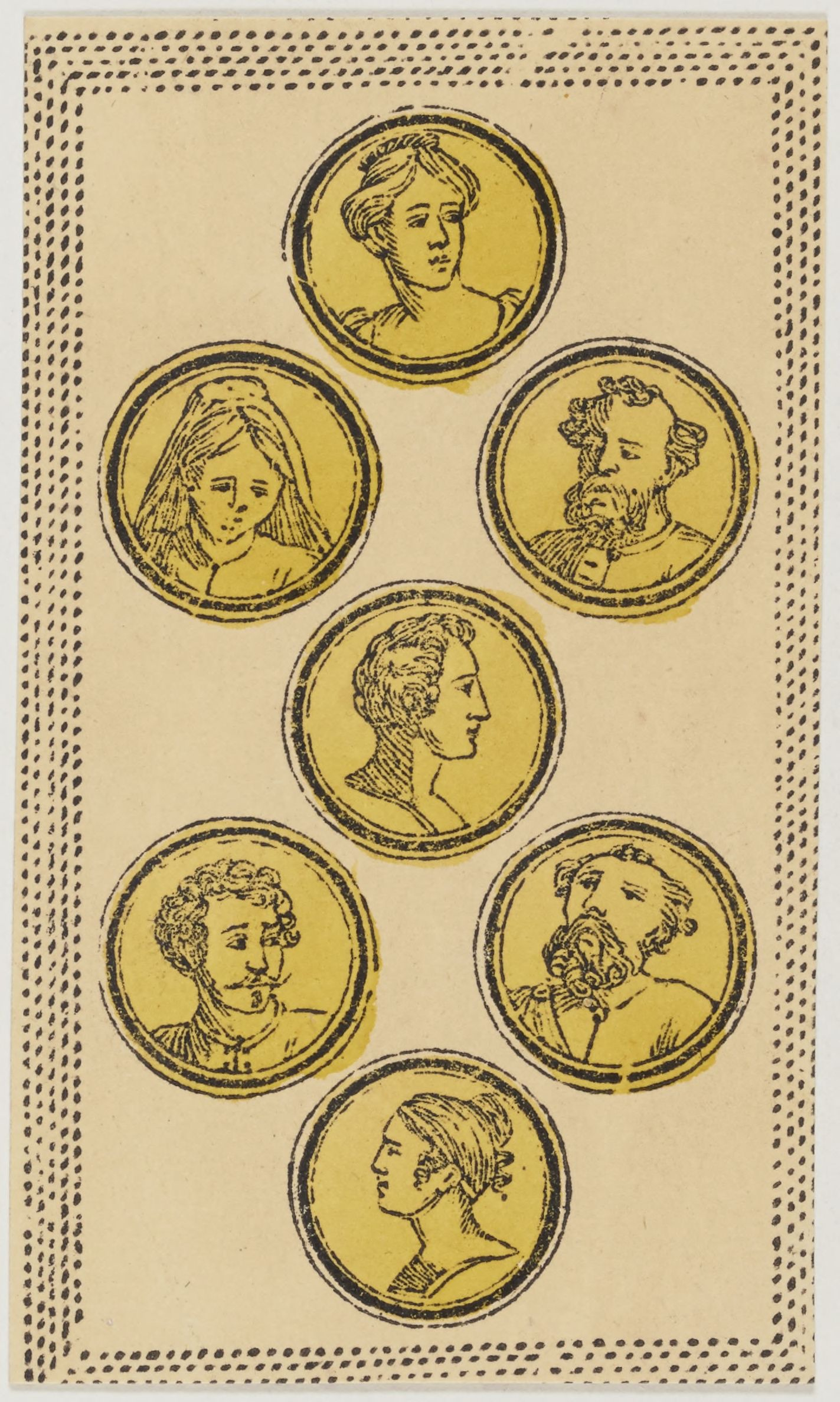
Siódemka monet

?

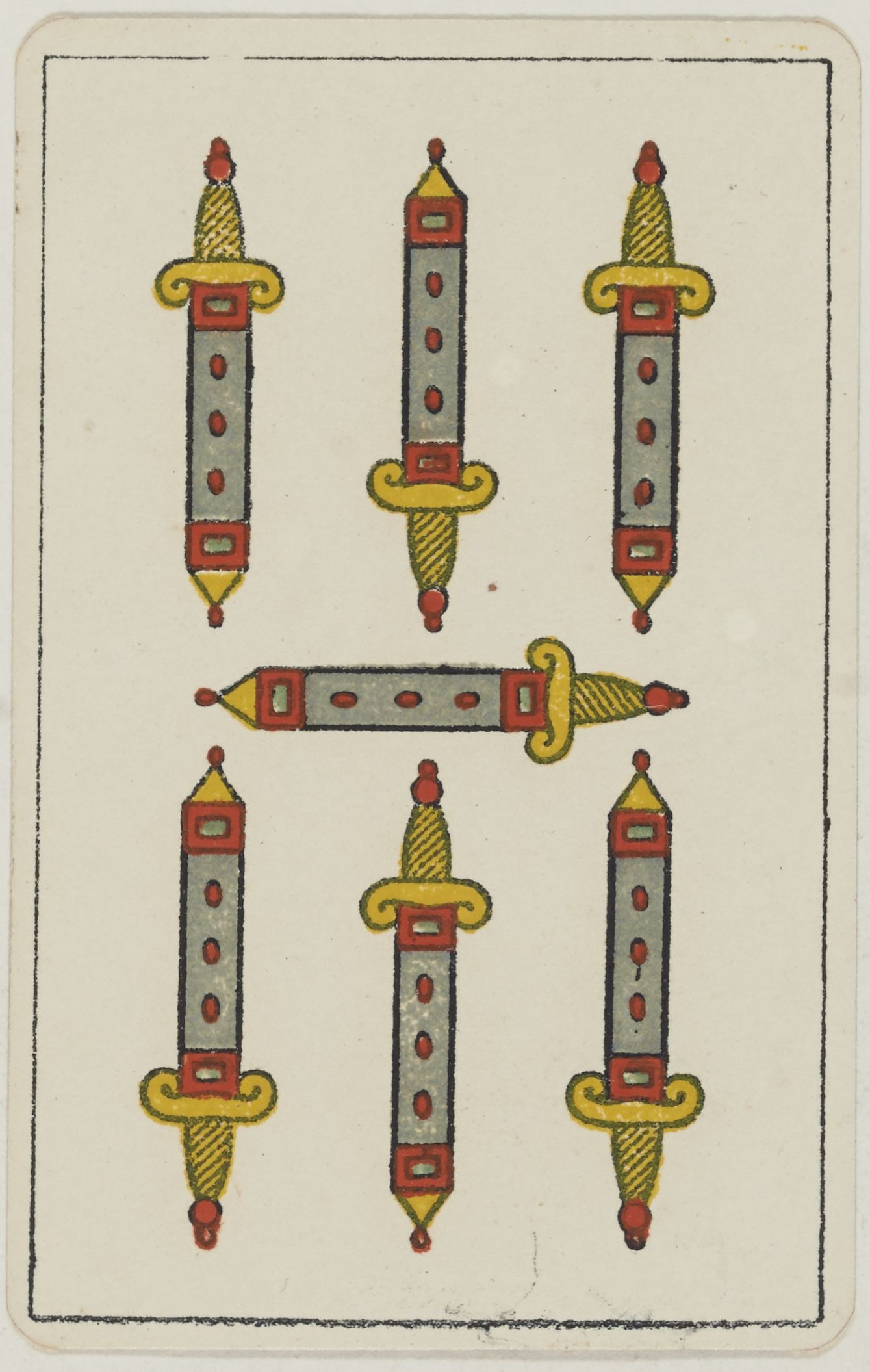
Siódemka mieczy
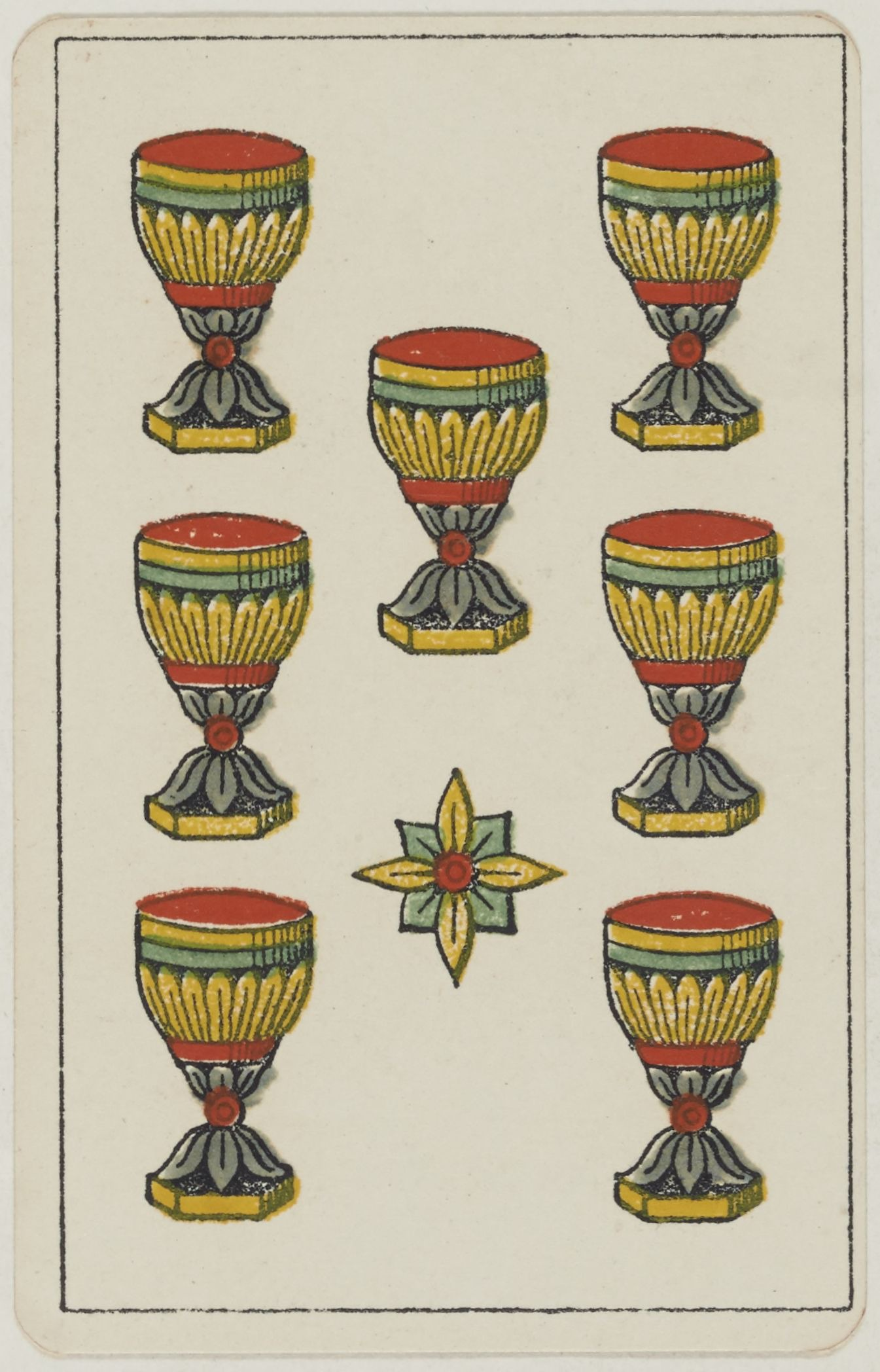
Siódemka puszek
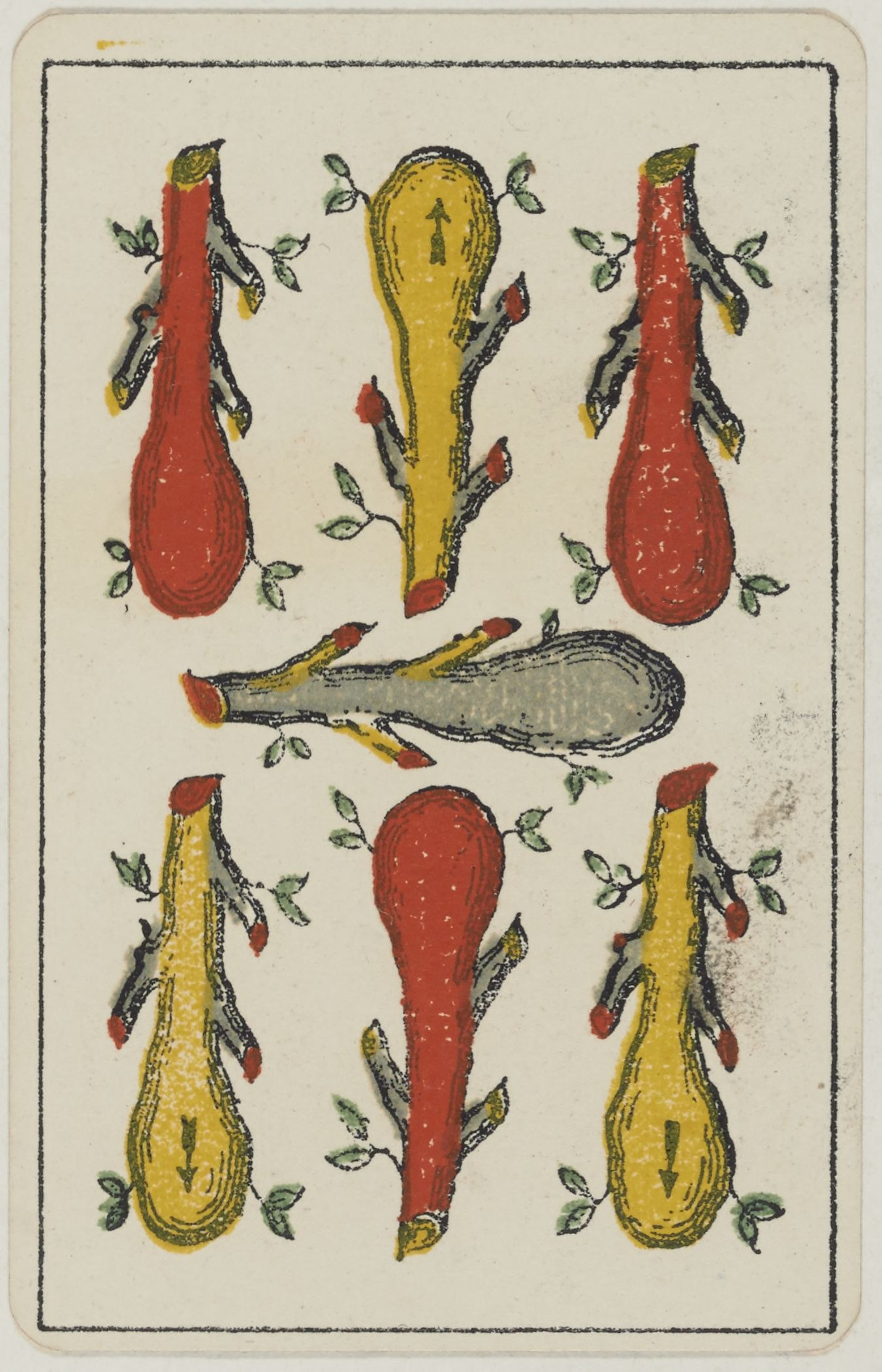
Siódemka pałek
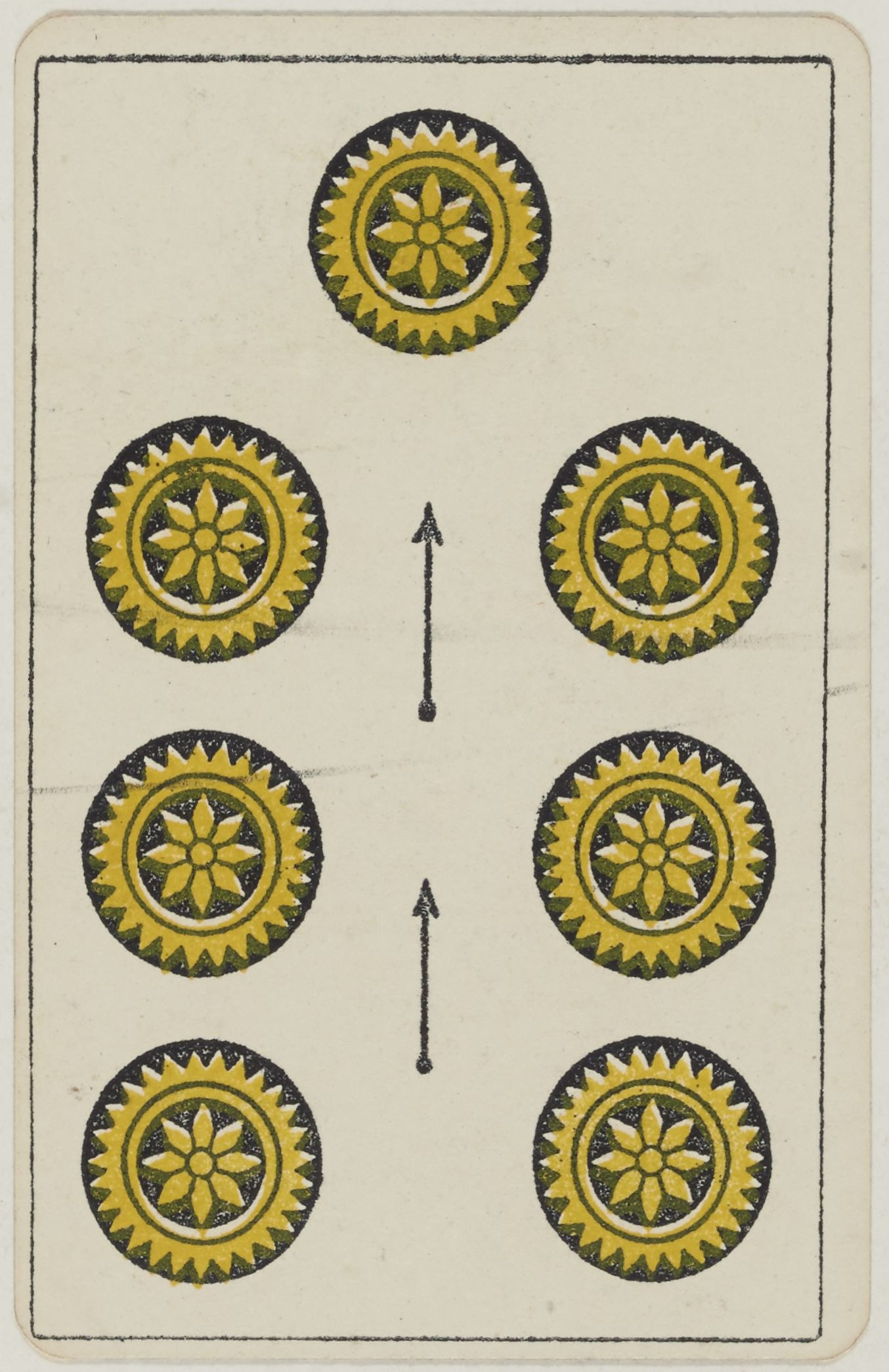
Siódemka monet

Talia Aluette i inne wzory o kolorach południowowłoskich i hiszpańskich 

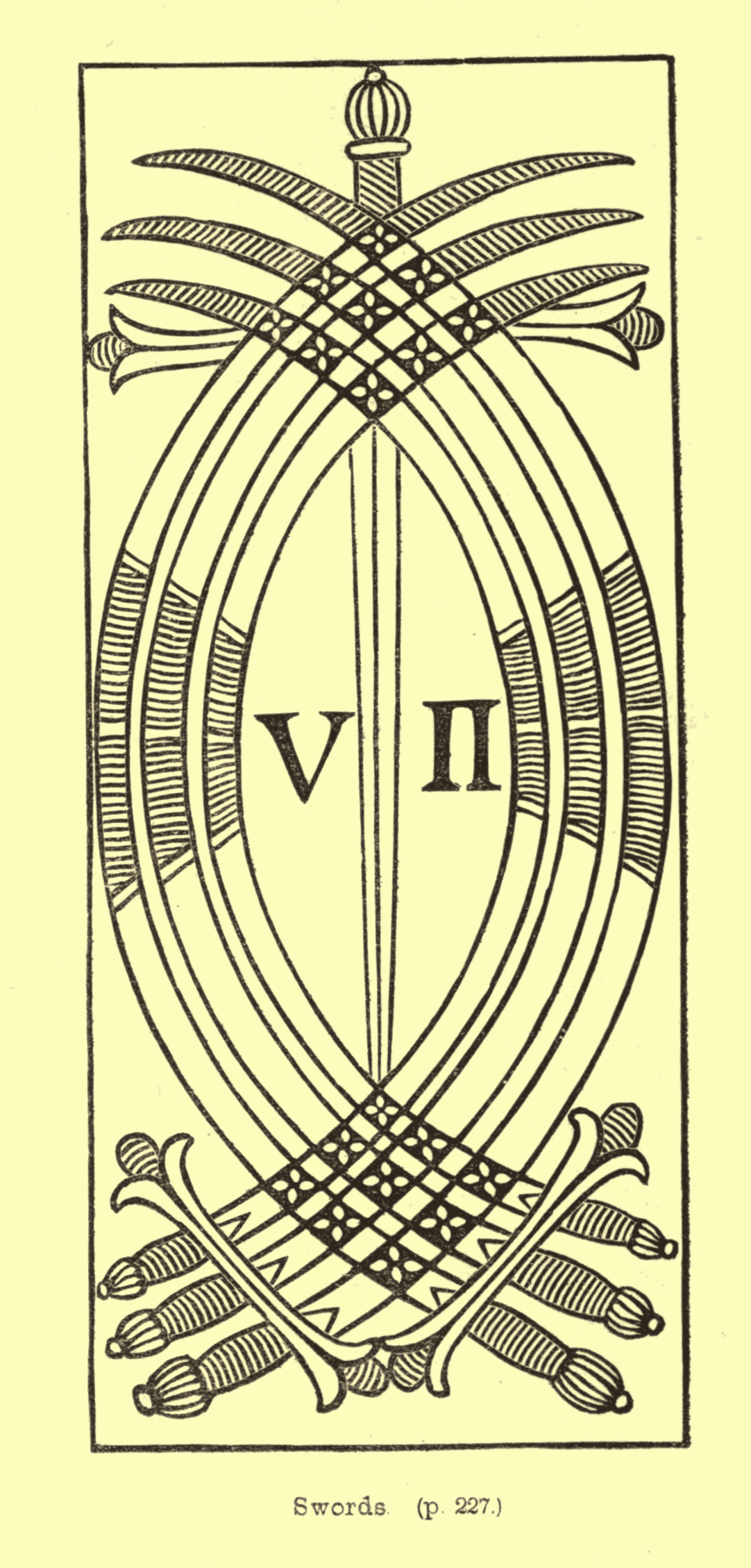
Siódemka mieczy
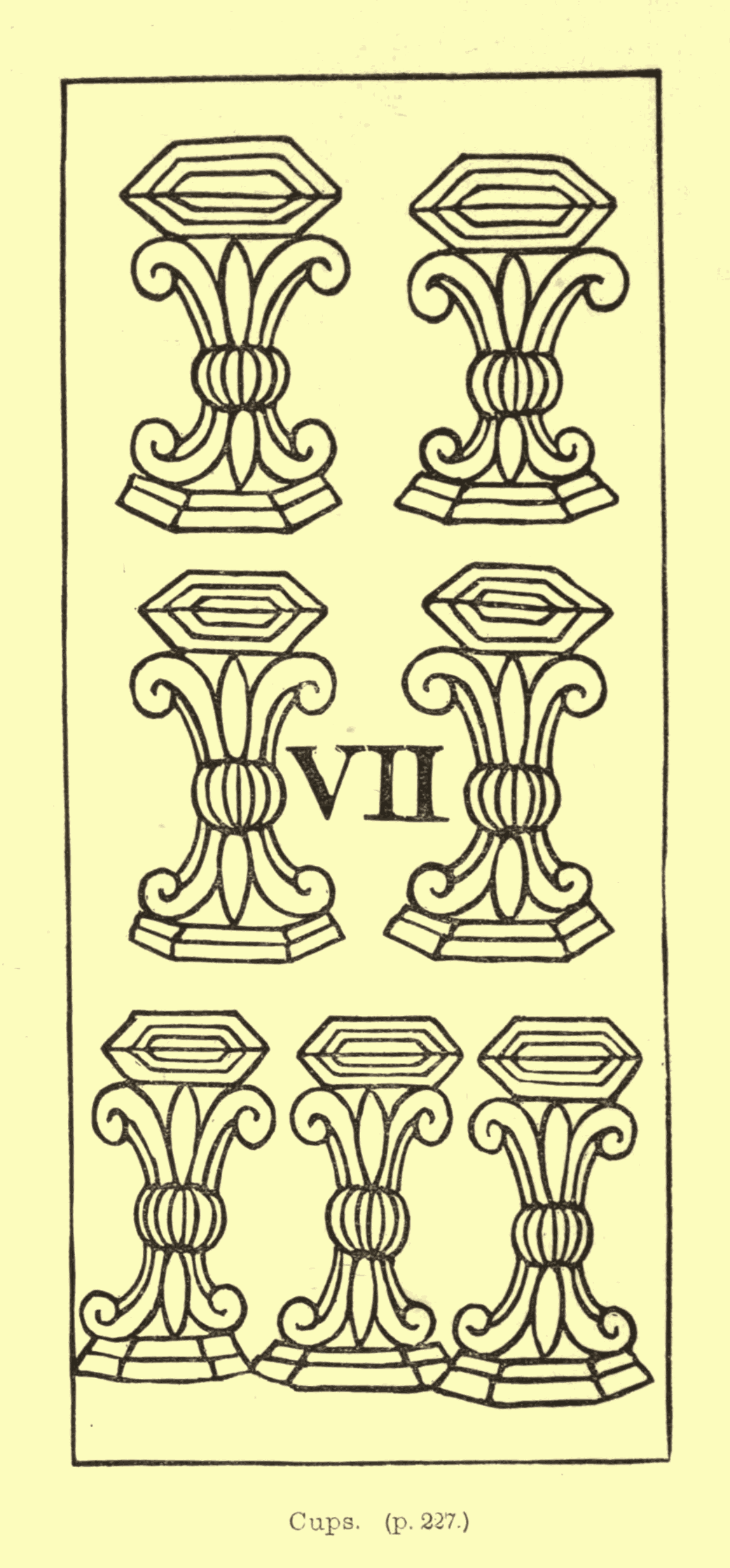
Siódemka puszek
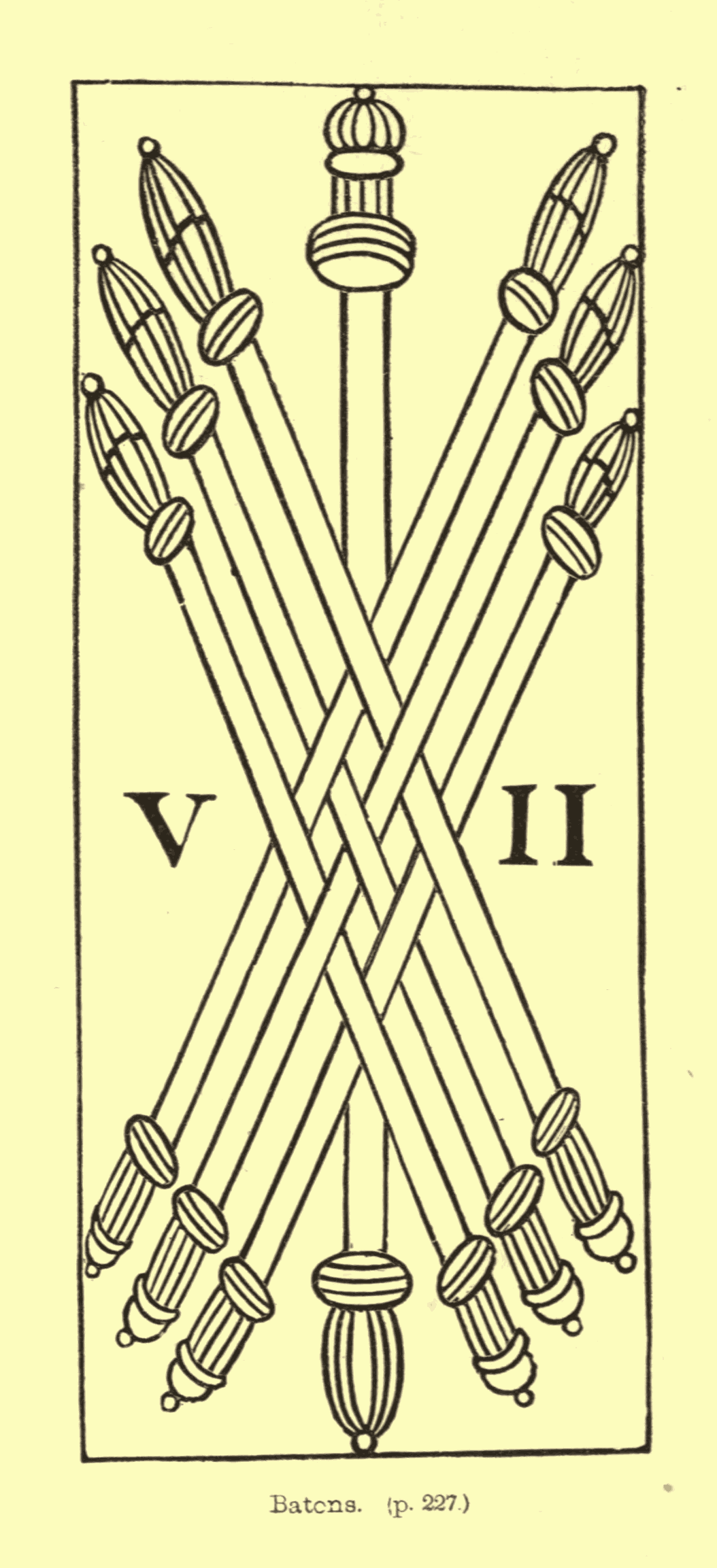
Siódemka pałek
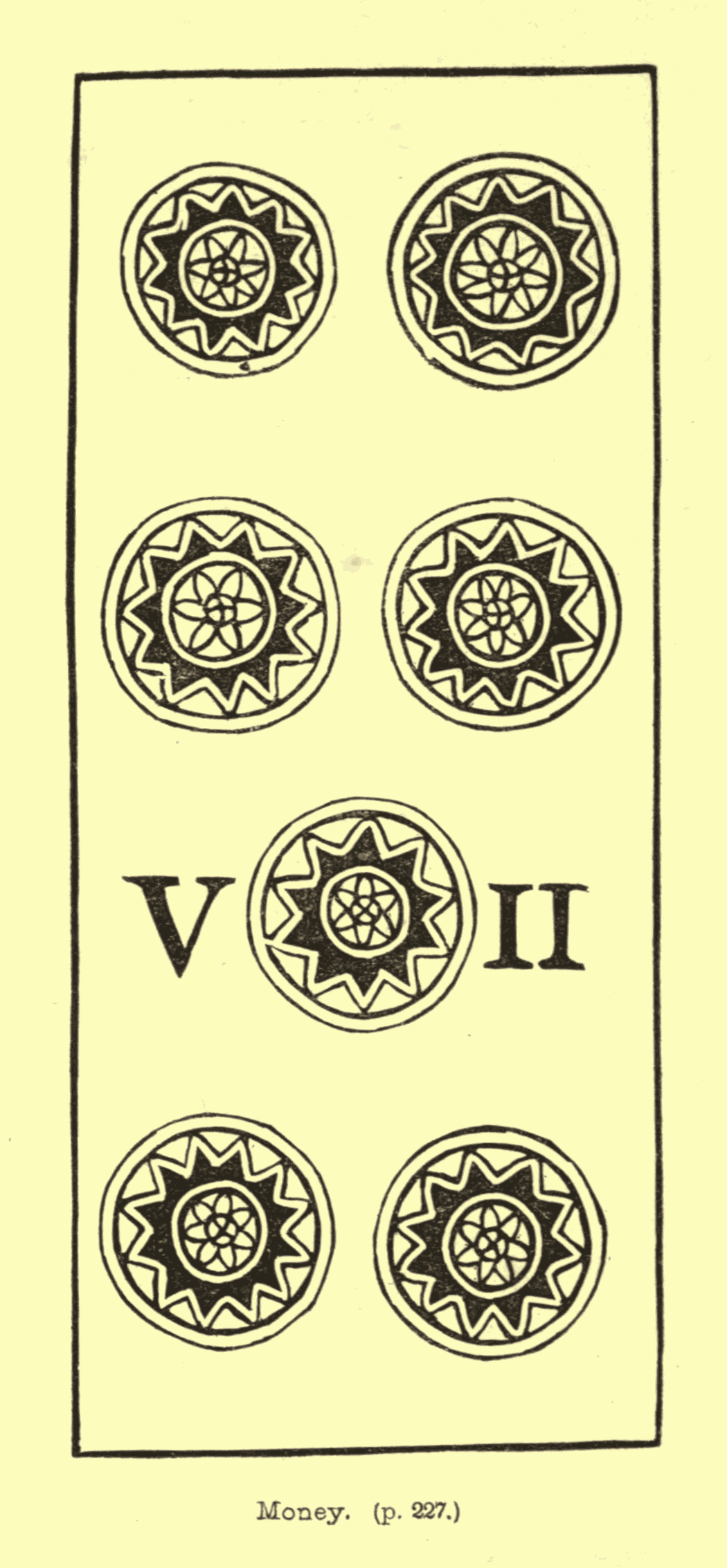
Siódmka monet

?

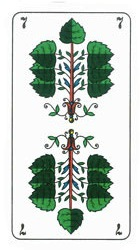
Siódemka winna
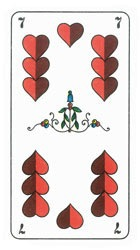
Siódemka czerwienna
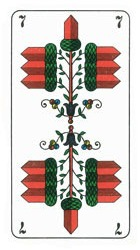
Siódemka żołędna
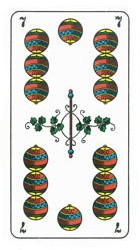
Siódemka dzwonkowa

Wzór wirtemberski i inne wzory o kolorach południowoniemieckich

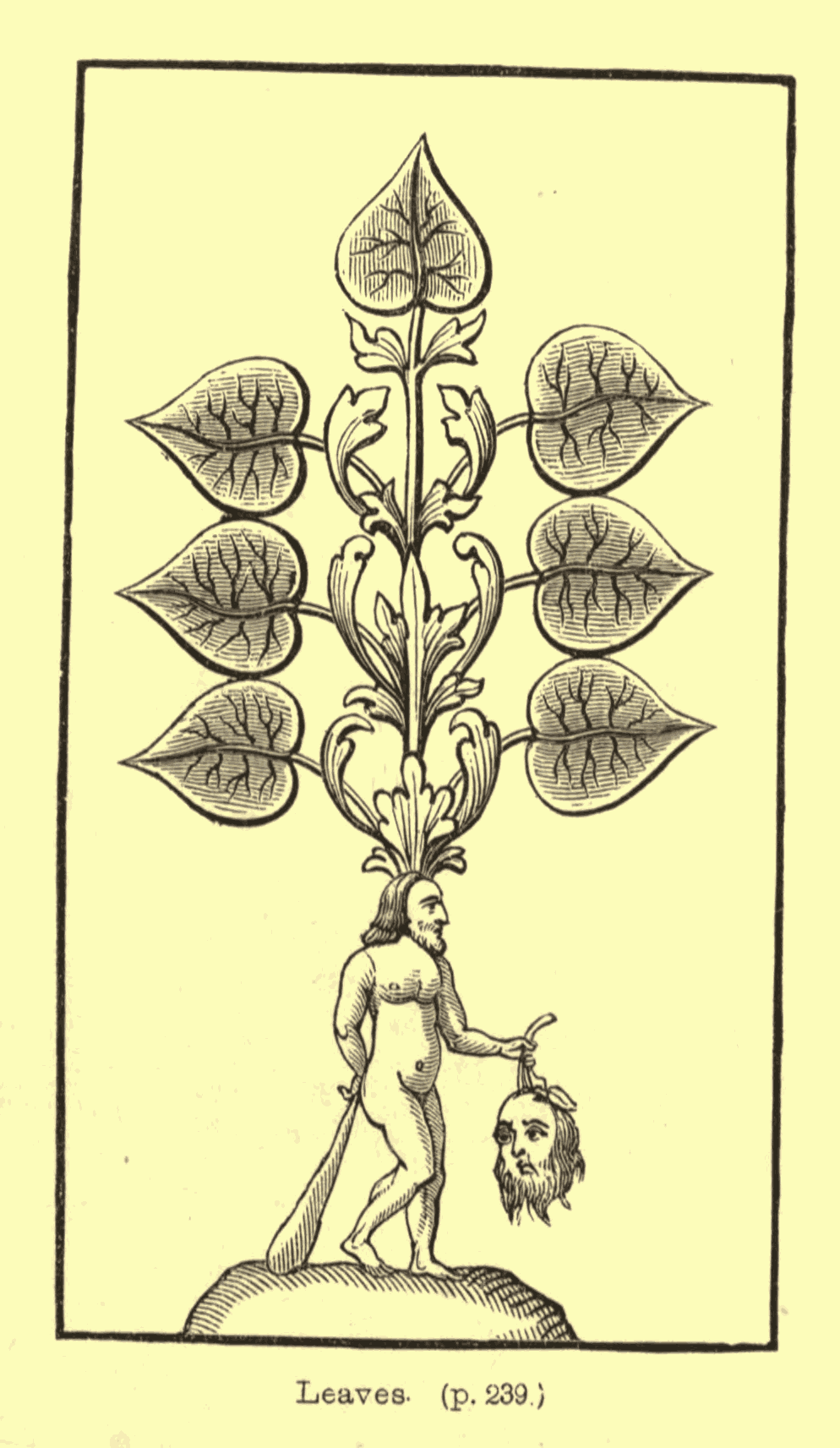
Siódemka winna
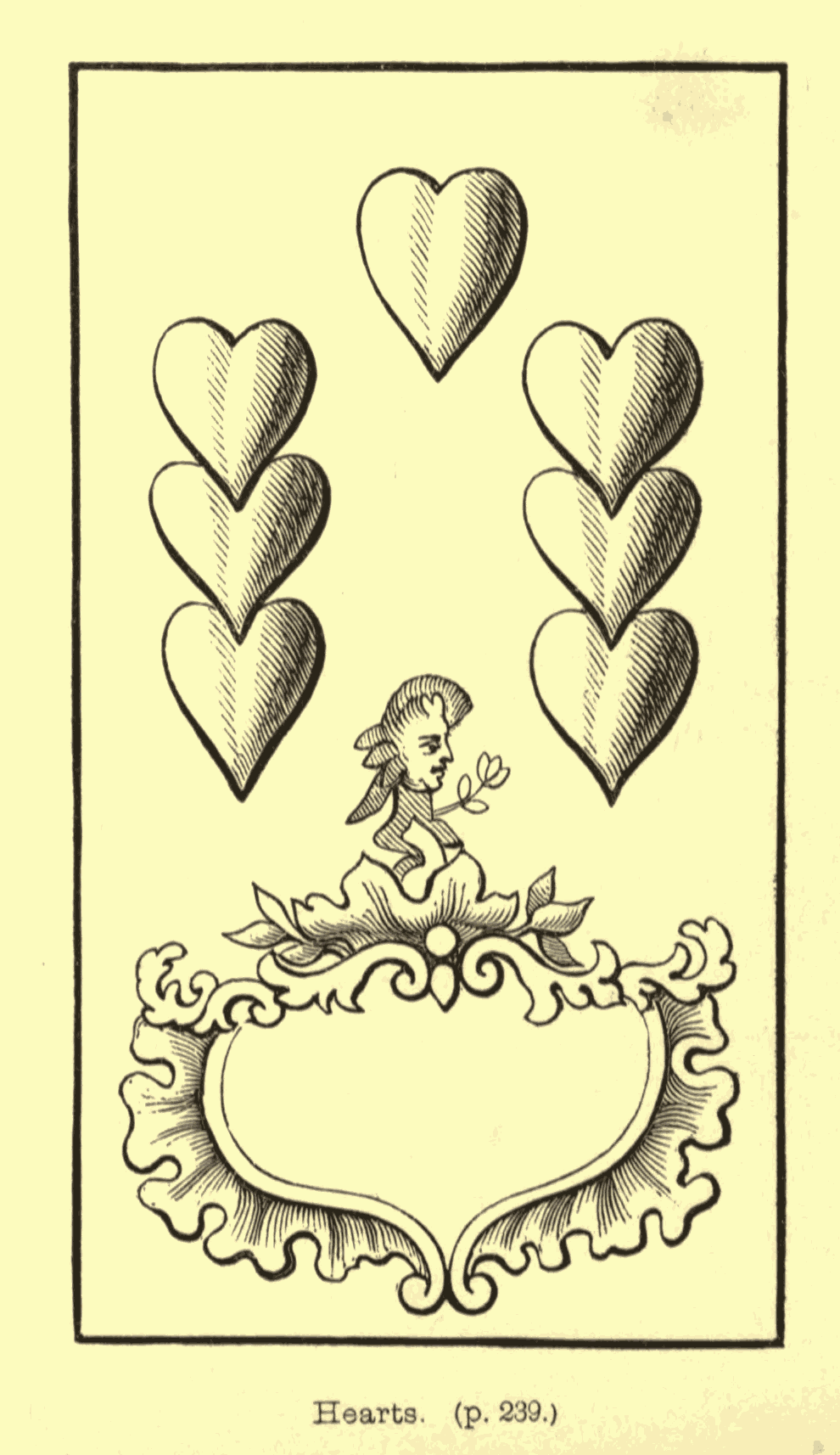
Siódemka czerwienna
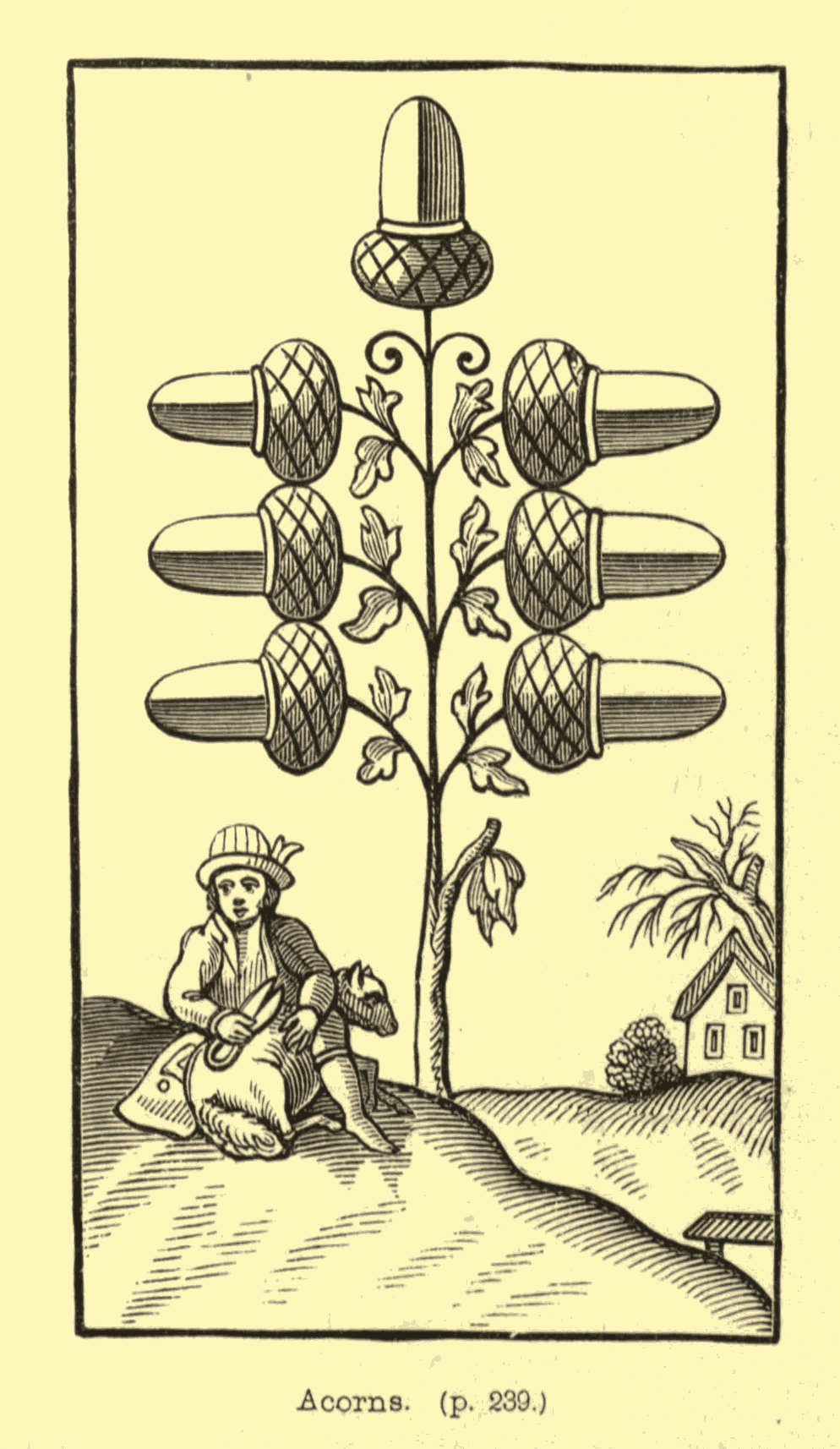
Siódemka żołędna
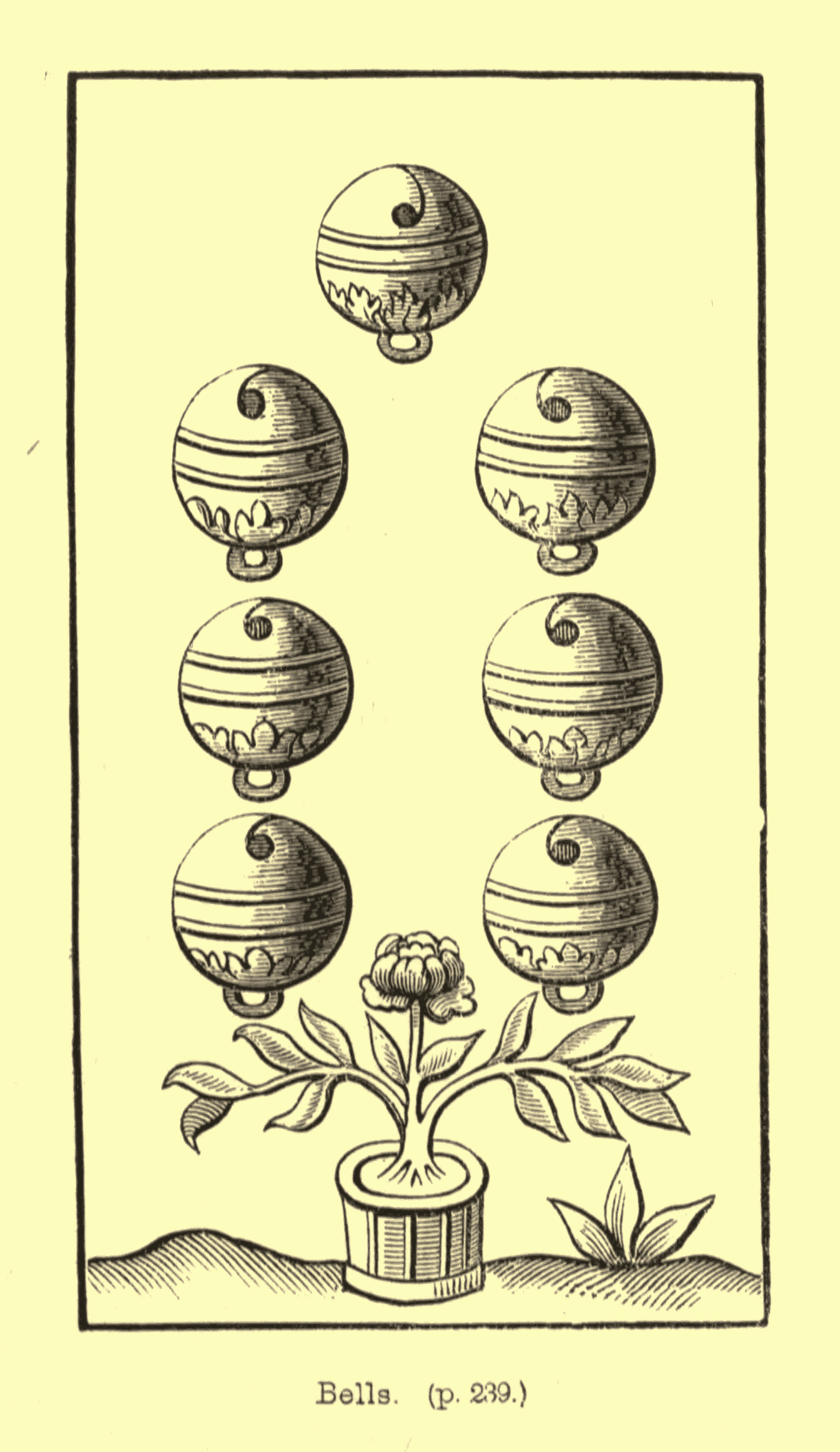
Siódemka dzwonkowa

Wzór saksoński i inne wzory o kolorach północnoniemieckich

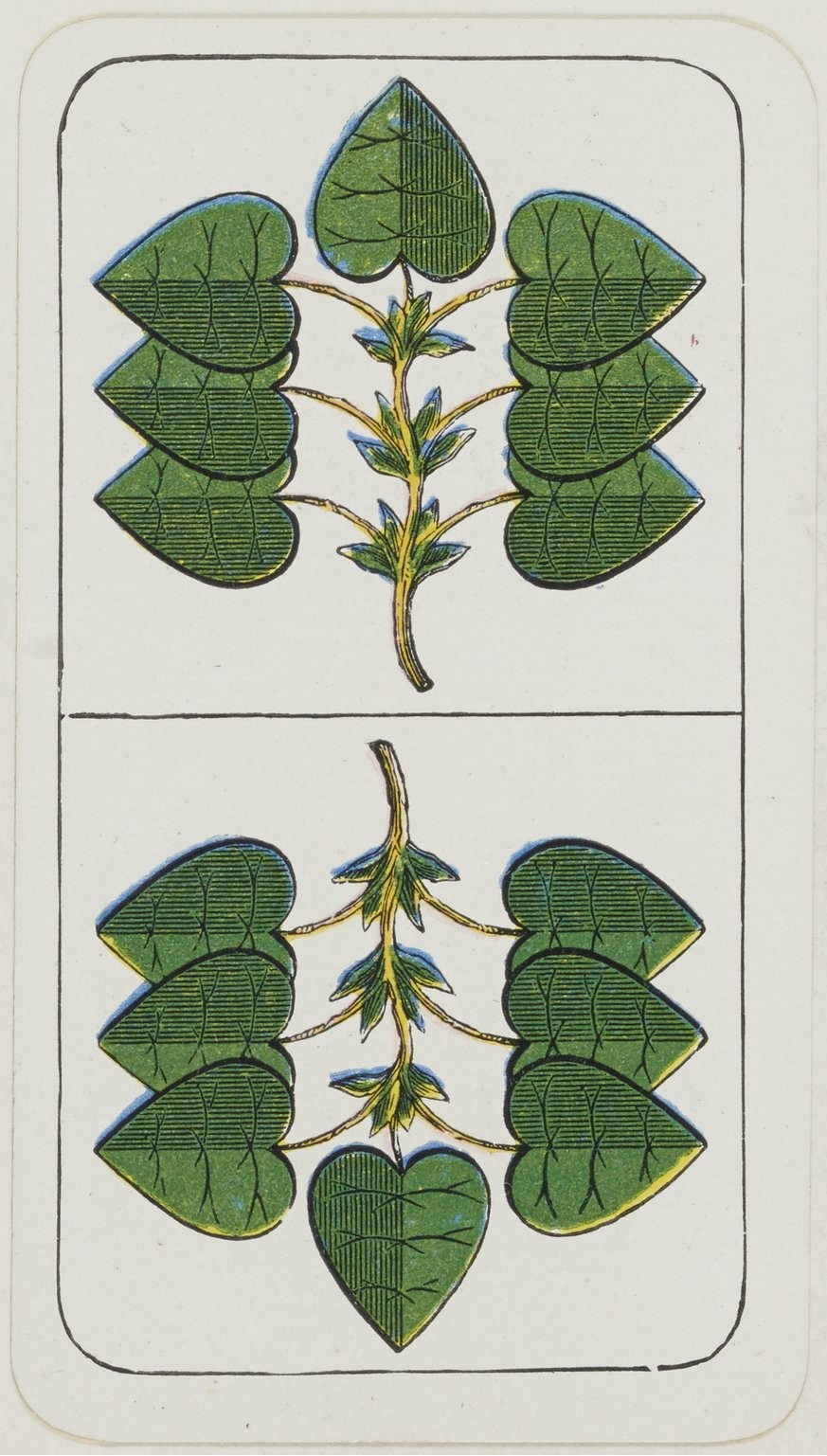
Siódemka winna
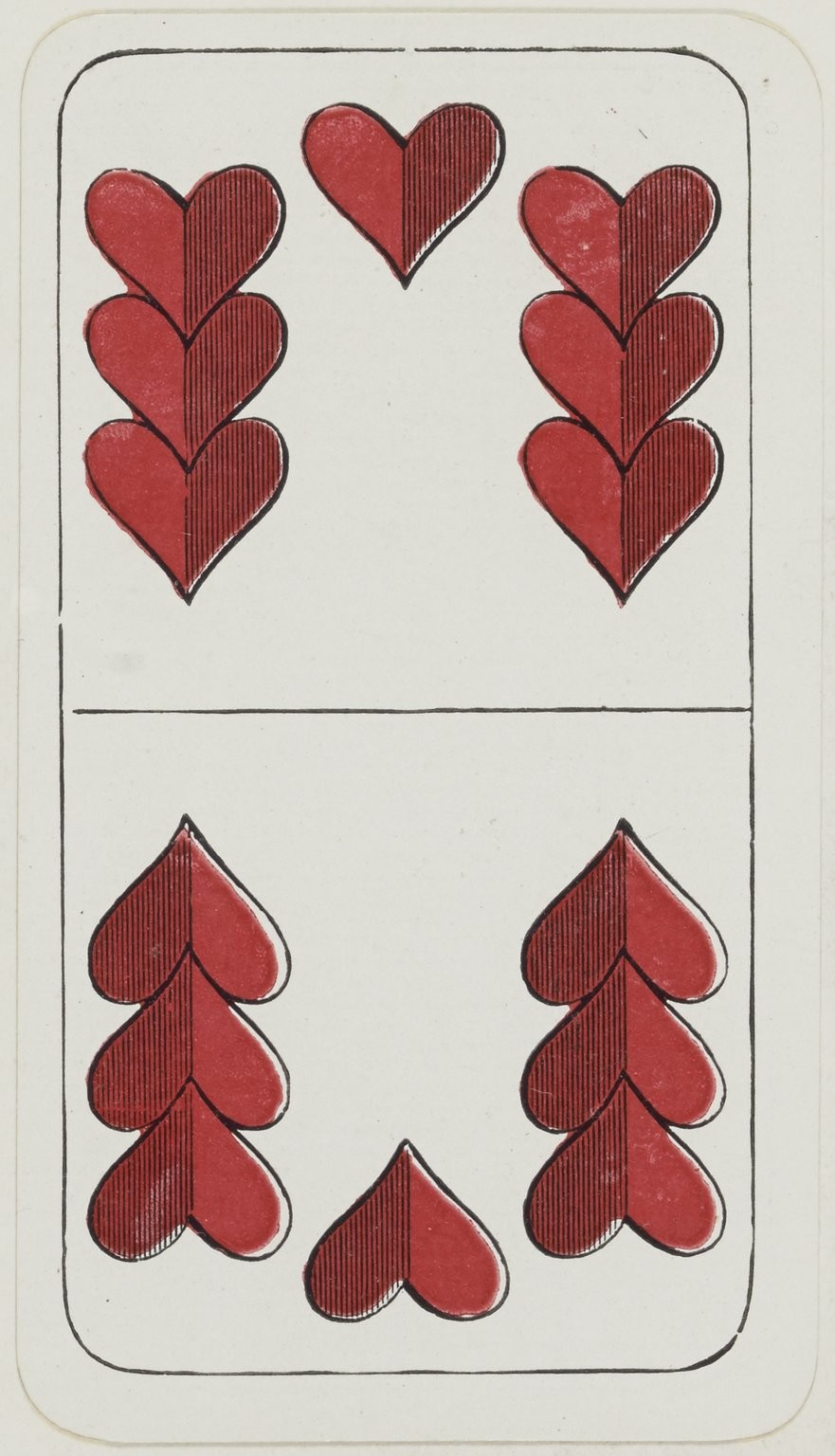
Siódemka czerwienna
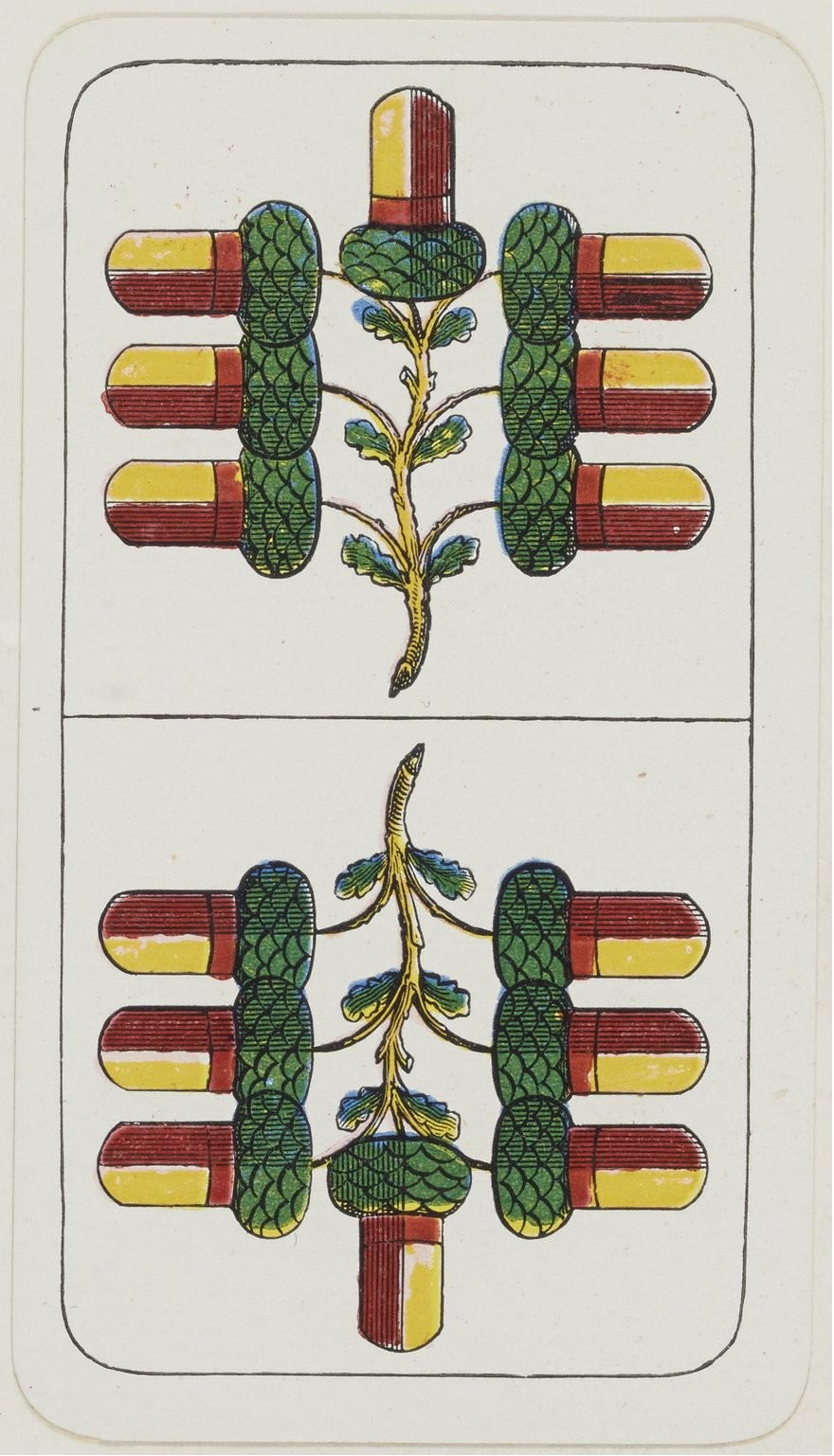
Siódemka żołędna
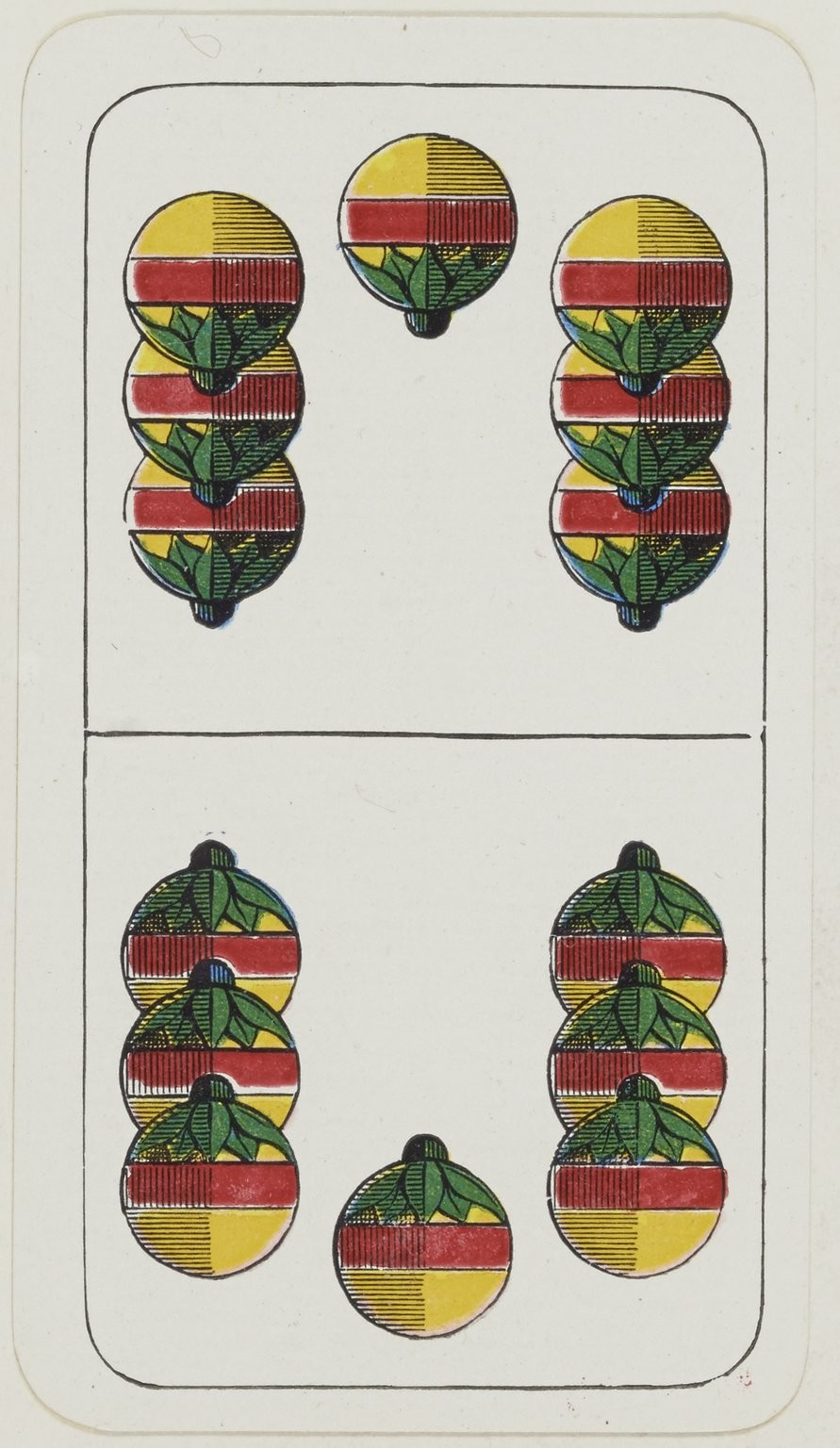
Siódemka dzwonkowa

Wzór szwajcarski

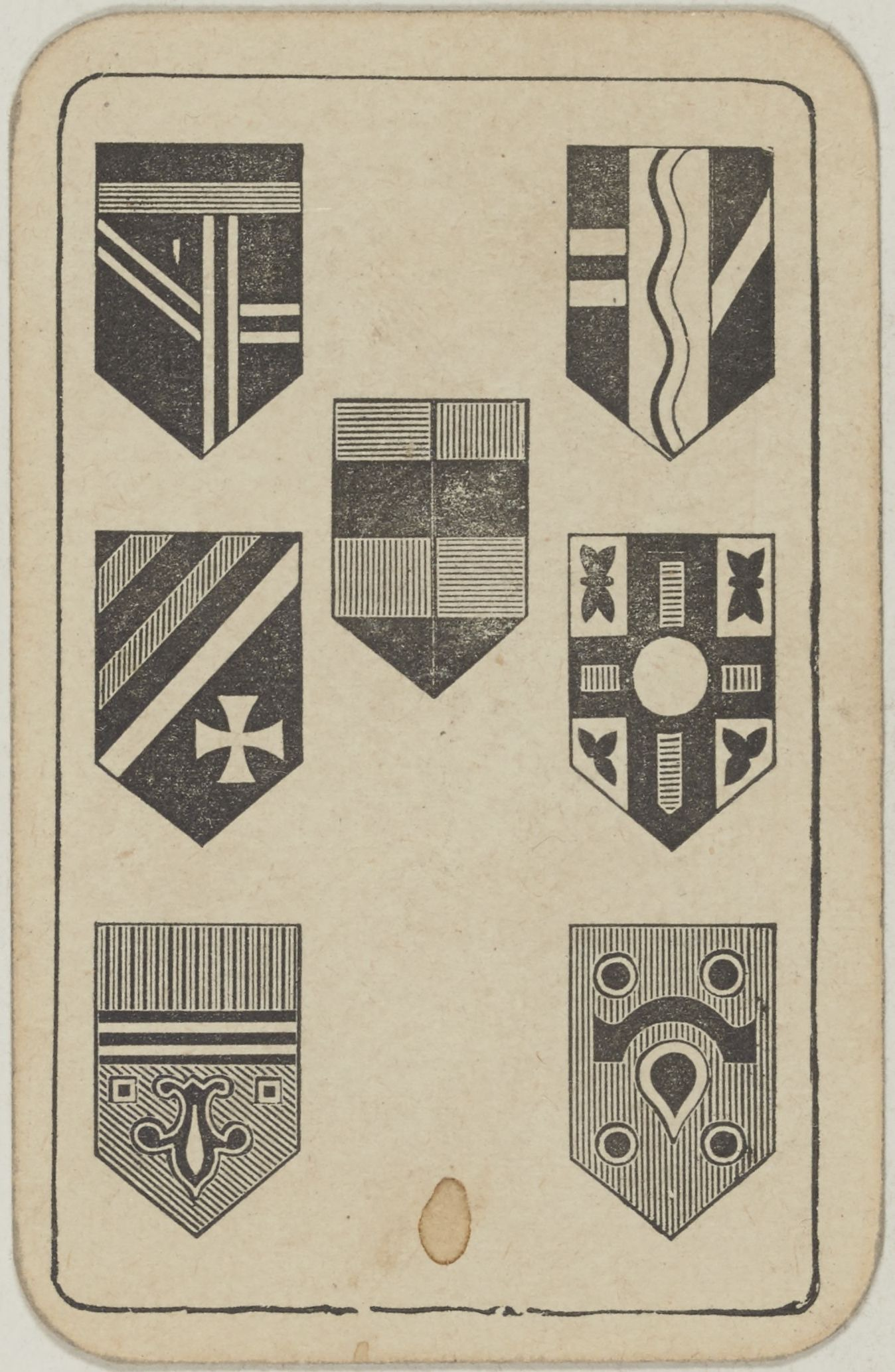
Siódemka tarczy
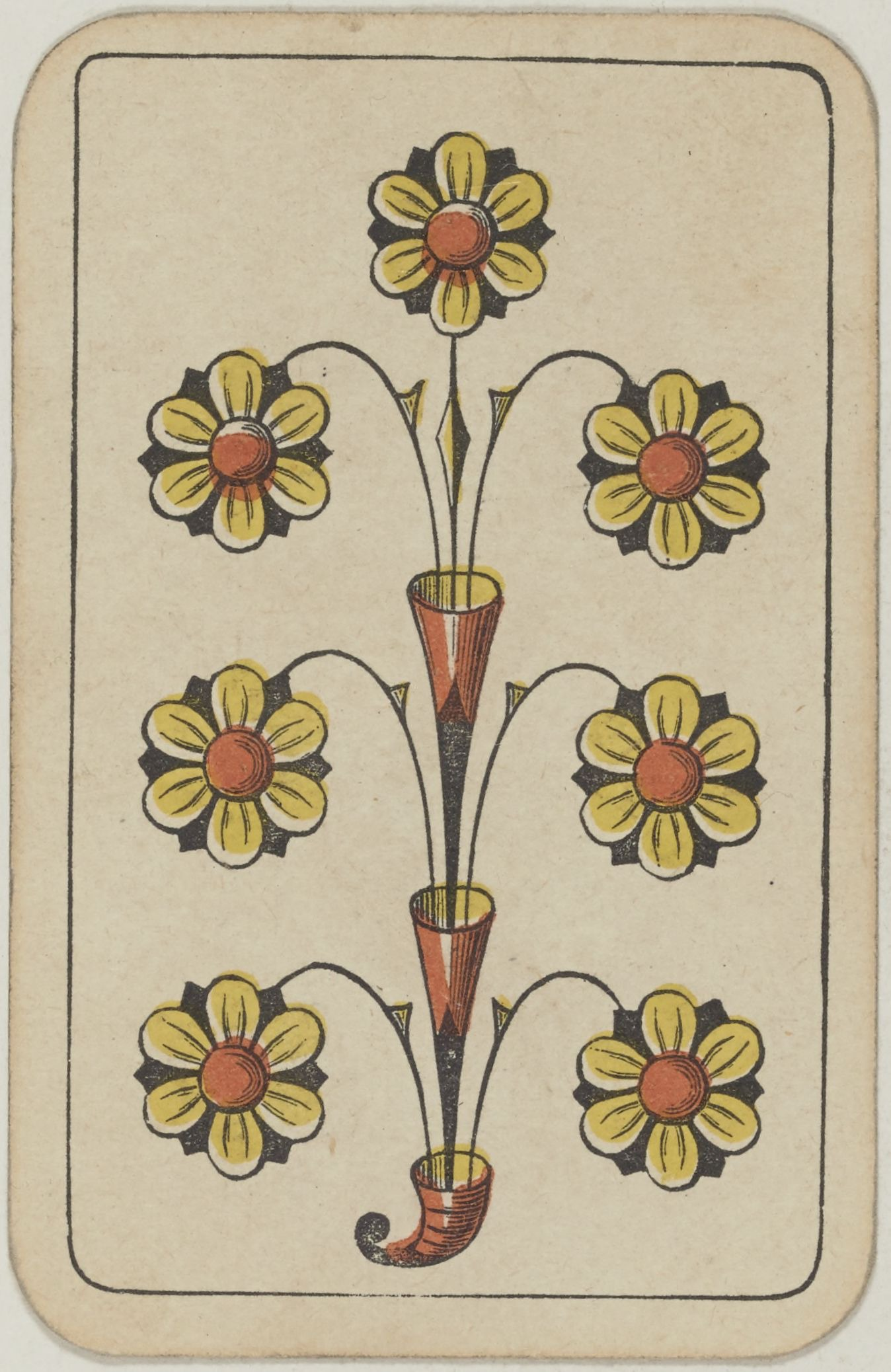
Siódemka różana
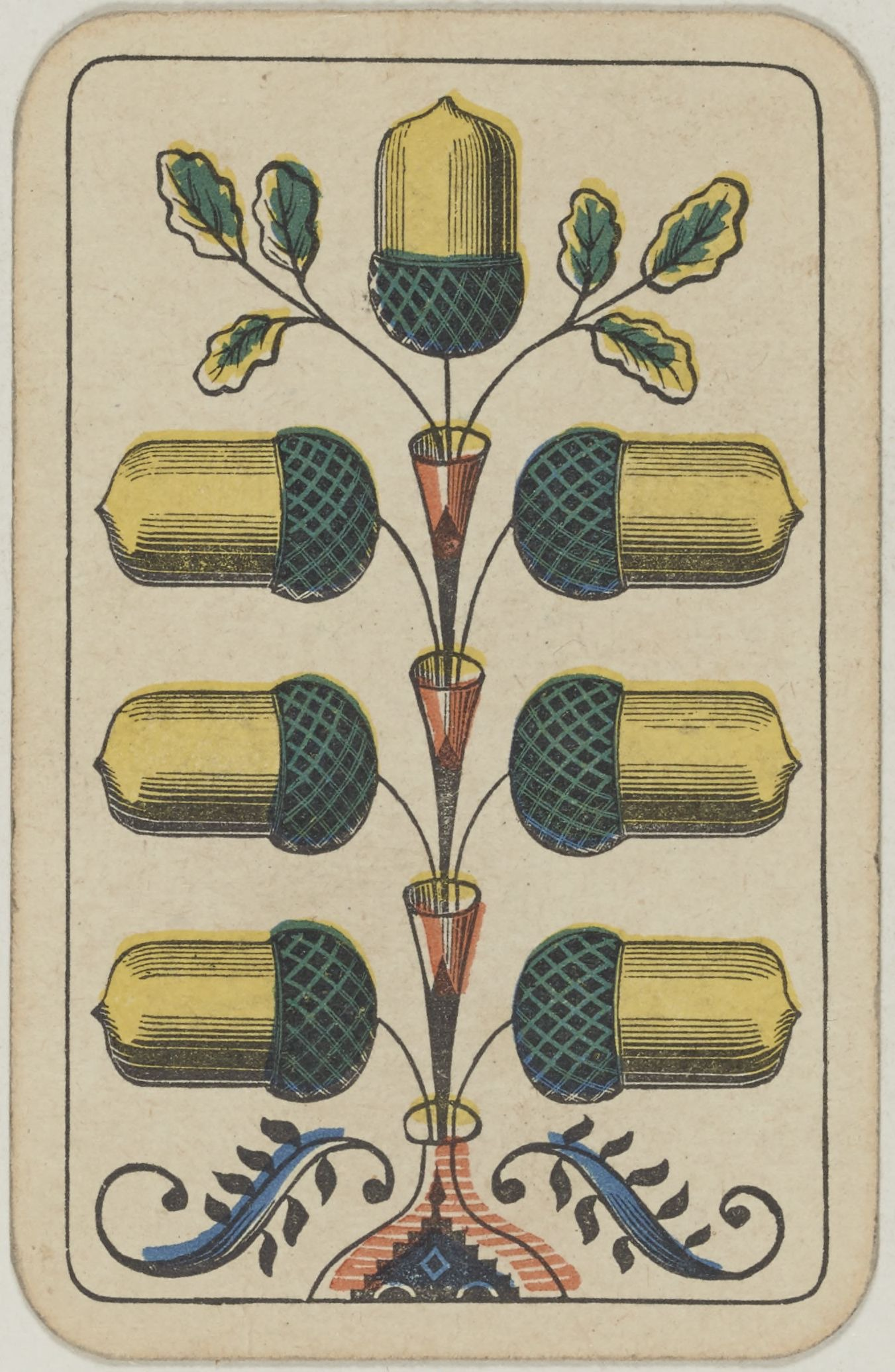
Siódemka żołędna
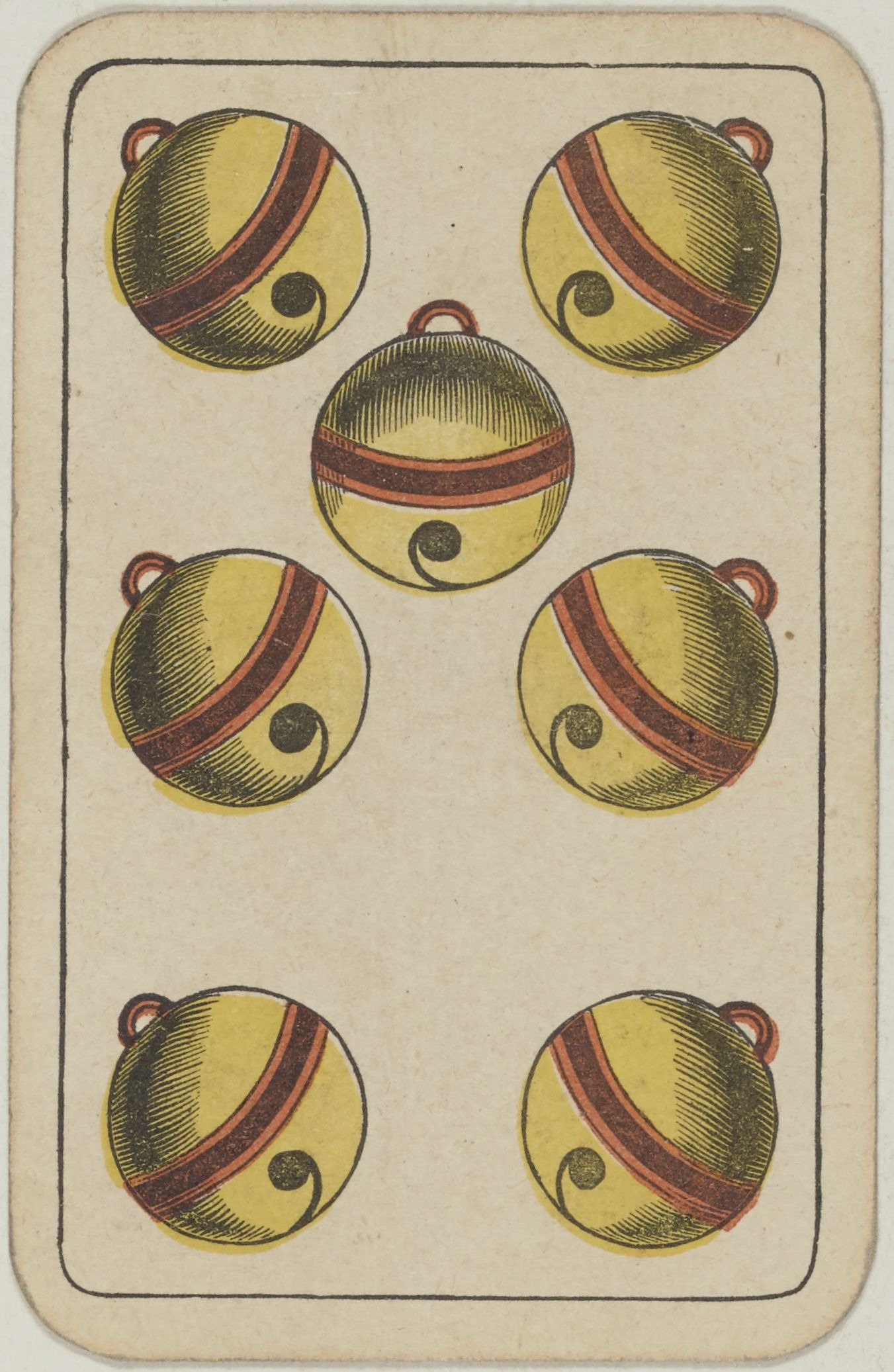
Siódemka dzwonkowa

## Wygląd siódemek w taliiKarty Lenormand
- – Książka (27)
- – Drzewo (5)
- – Myszy (23)
- – Ptaki (12)